# Valsverket
Valsverket (tyska: Eisenwalzwerk (Moderne Cyklopen)) är en oljemålning av den tyske konstnären Adolph von Menzel. Den målades 1872–1875 och ingår sedan sistnämnda år i Alte Nationalgaleries samlingar i Berlin. 
von Menzel var en mångsidig konstnär som ofta varierade sina motiv. Efter att på 1850-talet blivit känd som historiemålare och skildrare av Fredrik den store övergick han på 1870-talet till ett realistiskt måleri. Han utförde ett panorama över det tyska samhället under Vilhelm I:s tid, från det lysande hovfolket över de stora fabrikshallarna till intima borgerliga interiörer. Framför allt blev han känd för skildringar av arbetarklassen. 
Det avbildade valsverket låg i Königshütte i dåvarande Preussen, nuvarande Chorzów i södra Polen. Målningen föregicks av 150 skisser och visar hur arbetslaget hämtar ett glödande järnstycke från härden för att föra in det i valsverket i syfte att forma järnet. Framför allt var det ljuset som intresserade von Menzel. De flämtande kontrasterna mellan ljus och mörker förmedlar på ett åskådligt sätt den heta, smutsiga och farliga atmosfären i den stora bullrande fabrikslokalen. Den hopträngda kompositionen gör det tunga, svettdrypande slitet i järnverket nästan fysiskt påtagligt. Målningen är nyktert avbildande och fri från alla försök till idyllisering.  
von Menzels monumentala målning förebådar en ny verklighet i den industriella revolutionens kölvatten. Detta motiv var så nytt och ovanligt att målningen gavs ett mytologiskt alternativt namn, Moderna cykloper, för att inte skrämma bort åskådarna. Överhuvudtaget var skildringar av industrins framväxt ett tämligen ovanligt motiv i 1800-talets konst och Valsverket har därför i många läroböcker bildsatt textavsnitt om den industriella revolutionen.